# دین کنعانی

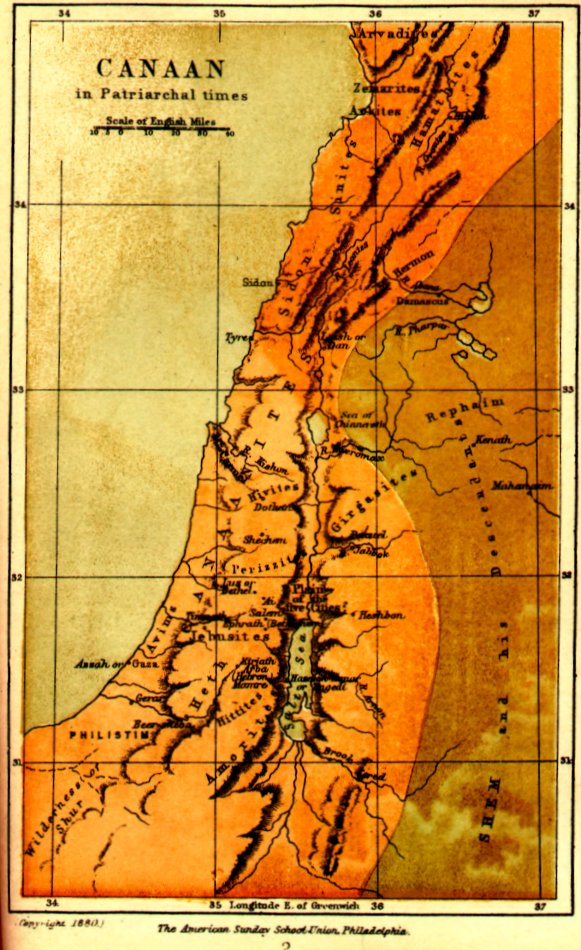
سرزمین کنعان که شامل مناطق مدرن اردن، اسرائیل، فلسطین، لبنان و سوریه است. در زمانی که مذهب کنعانی رواج داشت، کنعان به شهرهای مختلف تقسیم می‌شد.

دین کنعانی گروهی از ادیان باستانی سامی بود که توسط کنعانیانی که در شام باستان زندگی می‌کردند حداقل از اوایل عصر برنز تا قرن‌های اول پس از میلاد مسیح انجام می‌دادند. مذهب کنعانی چندخداپرستی و در برخی موارد تک‌پرستی بود. مذهب کنعانی تحت‌تأثیر فرهنگ‌های همسایه، به ویژه آیین‌های مذهبی مصر باستان و بین‌النهرین بود. پانتئون کنعانی‌ توسط خدای ال و همسرش اشیره، همراه با خدایان مهم دیگری از جمله بعل، آنات، عشتروت و موت رهبری می‌شد.
اعمال مذهبی کنعانیان شامل قربانی‌کردن حیوانات، احترام به مردگان و پرستش خدایان از طریق زيارتگاه‌ها و نخلستان‌های مقدس بود. این دین همچنین اسطوره‌شناسی پیچیده‌ای از جمله داستان‌های نبردهای الهی و چرخه‌های مرگ و تولد دوباره را نشان می‌دهد. شواهد باستان شناسی، به ویژه از مکان‌هایی مانند اوگاریت، و منابع ادبی، از جمله متون اوگاریتی و کتاب مقدس عبری، بیشتر دانش کنونی را در مورد دین کنعانی ارائه کرده‌است.

## عرف

### اعمال مذهبی
بررسی‌های باستان‌شناسی در محوطه تل صافی بقایای الاغ‌ها و همچنین تعدادی گوسفند و بز در لایه‌های اولیه عصر مفرغ، مربوط به ۴۹۰۰ سال پیش، یافت شده‌است که از مصر برای قربانی کردن وارد شده‌اند. یکی از حیوانات قربانی، یک الاغ کامل، در زیر شالوده‌های یک ساختمان پیدا شد، که منجر به گمانه‌زنی‌ها شد که این یک «سپرده» است که در جلوی ساختمان یک خانه مسکونی قرار گرفته‌است.
بازسازی تصویر روشنی از اعمال مذهبی کنعانیان عملاً غیرممکن است. اگرچه قربانی کردن کودکان برای مردم اطراف شناخته شده بود، اما در متون باستان فنیقی یا کلاسیک هیچ اشاره ای به آن وجود ندارد. بازنمایی کتاب مقدس از دین کنعانی همیشه منفی است.
مراسم مذهبی کنعانیان به وظیفه فرزندان برای مراقبت از والدین خود اهمیت زیادی قائل بودند و پسران مسئول دفن آنها و ترتیب نگهداری از مقبره آنها بودند.
خدایان کنعانی مانند بعل با پیکرهایی که در زیارتگاه‌ها، اغلب بر بالای تپه‌ها، یا «مکان‌های مرتفع» احاطه‌شده با بیشه‌های درختان، مانند آنچه در کتاب مقدس عبری محکوم شده‌است، درهوشع (آیه 13a) نشان داده می‌شدند که احتمالاً ستون اشره و سنگ‌ها یا ستون‌های ایستاده.